# Communisme au Québec

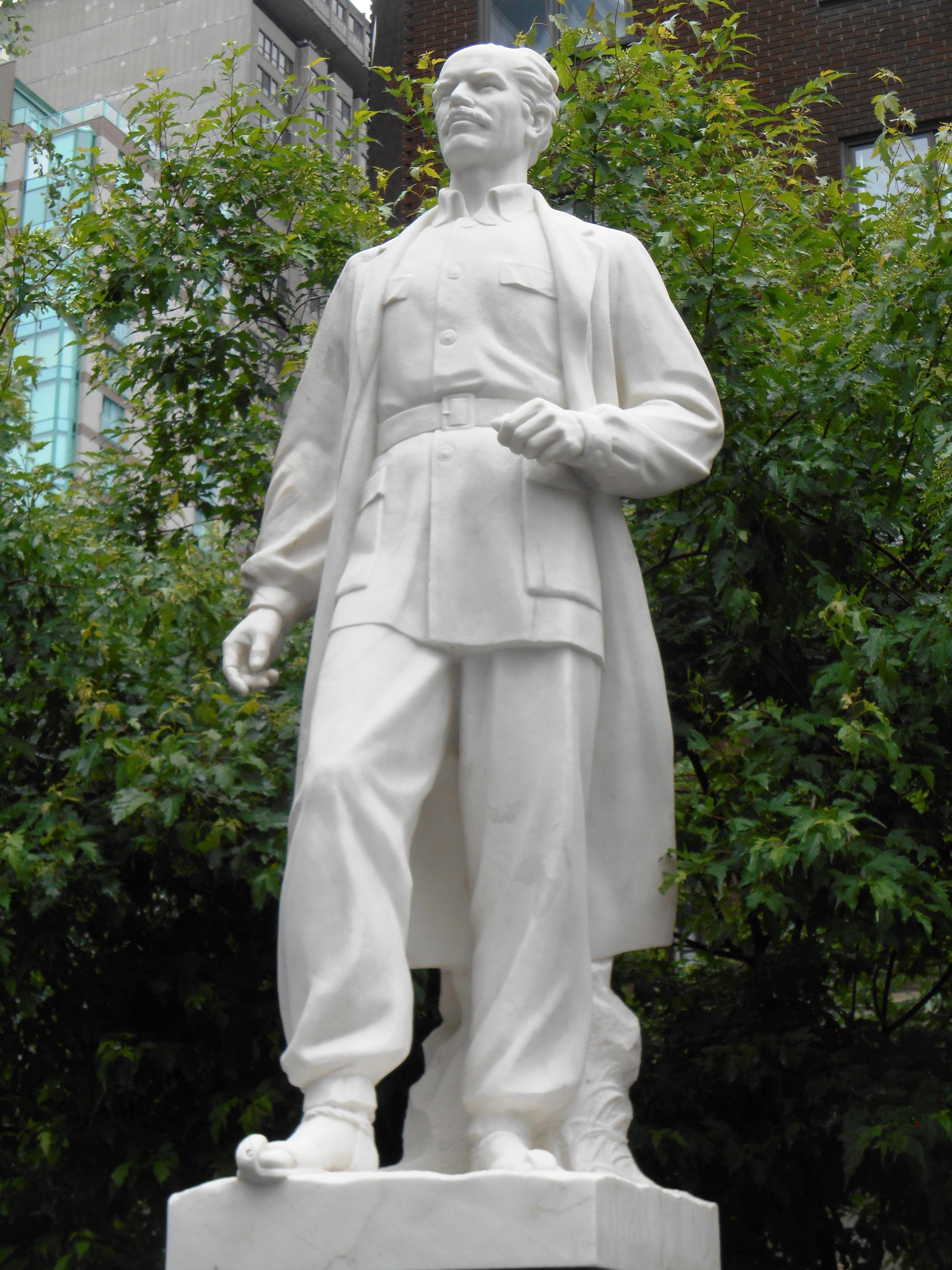
Statue de Norman Bethune à Montréal. Bethune, chirurgien et militant communiste basé dans cette ville, est l'une des figures importantes du mouvement au Québec.

Le communisme au Québec est un mouvement basé sur l'idée socio-politique du rejet de l'ordre social, politique et économique capitaliste libéral établi pour la notion du commun; ultimement la mise en commun des moyens de production et d'échange et la suppression des classes sociales, de l'État et de la propriété privée sur le territoire québécois et ailleurs.
Né d'un schisme du mouvement travailliste, le mouvement communiste au Québec est dans son histoire, pour son caractère et sa nature subversive et séditieuse, fortement réprimé et marginalisé par les gouvernements du Québec et du Canada (voir Article 98 du Code criminel du Canada, Loi du Cadenas et Loi des mesures de guerre), les médias de masse, l’Église et les syndicats catholiques. Le communisme est illégal au Canada de 1931 à 1936, de 1940 à 1942 et, au Québec, de 1937 à 1957. Un seul représentant communiste, Fred Rose, fut élu au Parlement du Canada dans la province.
Parmi les regroupements et organisations se réclamant du communisme au Québec, les principaux toujours actifs sont :
- Le Parti communiste du Québec (affilié au Parti communiste du Canada et à la Rencontre internationale des partis communistes et ouvriers)
- Le Parti marxiste-léniniste du Québec  (affilié au Parti marxiste-léniniste du Canada)
- Alternative socialiste (affilié à l'Alternative socialiste internationale (en))
- Parti communiste révolutionnaire anciennement La Riposte socialiste (affilié à l'Internationale communiste révolutionnaire)
- Gauche socialiste (Québec) (en) (affilié à la 4e Internationale - Secrétariat unifié et à Québec solidaire)

## Histoire du communisme au Québec
Pour des articles plus généraux, voir Histoire du communisme et Histoire du Québec.

### Naissance des mouvements ouvriers, socialistes et révolutionnaires au Québec

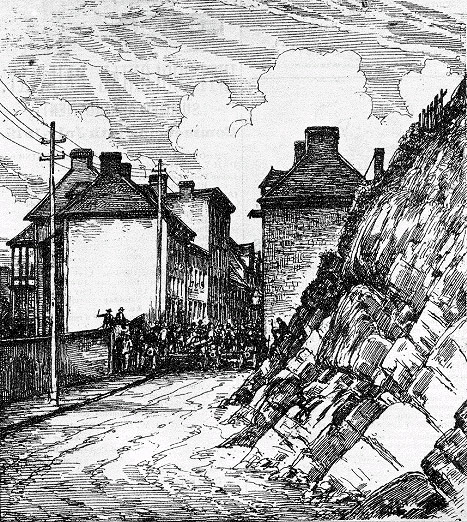
Barricade sur la rue Champlain à Québec en août 1879

Le Québec de la fin du XIXe siècle et du début du XXe siècle est marqué par un exode rural important et une urbanisation accélérée. Uniquement de 1871 à 1921, la proportion de Québécois habitant les villes passe de 20 % à 56 %,. L'arrivée de l'industrie manufacturière dans les villes du Québec lors de la seconde révolution industrielle entraine une demande pour des travailleurs salariés et mène à la création d'une classe ouvrière prolétarisée, composée principalement de Canadiens-français et d'Irlandais.
Les conditions de travail difficiles et dangereuses entrainent, entre 1830 et 1870, la fondation d'une douzaine d’organismes et de clubs de protection des ouvriers à Montréal et à Québec. Dans un contexte où les syndicats sont illégaux, il faut attendre 1872 avant que le droit de grève soit reconnu au Canada et 1898 pour que la Cour suprême du Canada impose aux tribunaux du Québec de le reconnaitre.
Vers la fin du XIXe siècle, les petites cellules syndicales locales s'associent à de plus grandes fédérations nord-américaines, qui servent aussi de tremplins à l'implantation du Parti ouvrier socialiste d'Amérique (SLP) à Montréal en 1894. Cette organisation milite pour la prise du pouvoir par le prolétariat, la nationalisation des communications et transports et l'amélioration des conditions ouvrières. Éventuellement, dans la même foulée, le Parti ouvrier du Québec sera fondé en 1899.
La Grève générale de Winnipeg du 15 mai au 25 juin 1919, aide la One Big Union (OBU), un syndicat révolutionnaire implanté dans l'Ouest canadien, à gagner quelques appuis au Québec. Le 27 mai 1919, la Amalgamated Society of Engineers et la International Association of Machinists rassemblent 2 000 personnes au Marché Maisonneuve pour envisager un grève générale à Montréal(p. 37). Le représentant québécois de l'OBU, Ulric Binette est présent à cette rencontre avec les militants socialistes Albert Saint-Martin et Rebecca Buhay.  
En 1920, Bella Gauld, une travailleuse sociale et Annie Buller, une militante syndicale fondent le Montreal Labour College, un centre social ou on donne des cours d'économie marxiste, d'histoire du mouvement ouvrier et de culture générale sur la rue Jeanne-Mance à Montréal. Plusieurs conférenciers marxistes visitent le centre; William Z. Foster, J. Woodsworth, W. Irvine, John Bruce et Florence Custance entre autres.

### Les premiers communistes
Après une tentative démantelée par la police en janvier 1919, le Parti communiste du Canada tient son congrès de fondation le 28 mai 1921 à Guelph en Ontario au sein du Workers' Party of Canada. Les membres, dont fait partie Tim Buck, proviennent principalement des mouvements syndicaux et souhaitent la radicalisation du mouvement ouvrier en opposition au syndicalisme catholique. Dès 1922, des habitués du Montreal Labour College rejoignent le Parti communiste.
Le premier noyau du parti au Québec, le district communiste No.2 du PCC, est mené par le jeune syndicaliste Sydney Sarkin et compte dans ses rangs Bella Gauld, Annie Buller, Michael Buhay, Rebecca Buhay et Emery Simard. En 1923, Albert Saint-Martin tente de mettre sur pied un parti communiste canadien-français; l'Internationale communiste refuse sa demande, n'acceptant qu'un seul parti par pays.
Lors des Journées internationales des travailleurs des 1er mai 1924 et 1925 à Montréal, la police de Montréal saisit des drapeaux rouges lors d'une manifestation. À cette époque, des organes du gouvernement canadien estiment qu'il y a une centaine de communistes au Québec, répartis en 8 cellules. Plusieurs membres sont originaires de la communauté juive de Montréal.

### Scission avec le Parti ouvrier au Québec
En novembre 1924, plusieurs membres du Parti communiste du Canada assistent au congrès de la section provinciale du Parti ouvrier du Canada. Durant cette convention, les dirigeants du Parti ouvrier réclament l'exclusion de toute organisation communiste et procèdent à la nomination du leader syndical anti-bolchévique Gustave Francq. Les tentatives des communistes pour renverser la décision, malgré des appuis hors du Québec, échoueront l’année suivante.
En 1925, Albert Saint-Martin, un greffier-sténographe et pamphlétaire fortement impliqué dans les mouvements pour l’émancipation ouvrière, fonde l'Université ouvrière dans le centre-ville de Montréal. On y tient des conférences sur le communisme, la Russie, l'histoire de la France, la littérature, la médecine, la religion, la géographie et l'astronomie.
Contrairement à la situation dans les autres provinces, où le parti communiste possède une alliance électorale avec le Parti ouvrier du Canada; le parti communiste au Québec présente son propre candidat lors de l'élection fédérale canadienne de 1926. Le parti présente le coupeur de vêtements Michael Buhay dans la circonscription de Cartier (aujourd'hui Laurier, Outremont et Saint-Jacques) à Montréal. Ce dernier reçoit 672 votes.
En 1927, Le Parti communiste du Canada fonde le Club éducationnel canadien-français dans le but de former des cadres francophones pour le Parti. Évariste Dubé, président de l'Université ouvrière, demande la dissolution de celle-ci et l'adhésion de ses membres au Parti communiste. Saint-Martin refuse et Dubé fonde la première section communiste canadienne-française au sein du P.C. avec le "vieux" Paquette. Léo Lebrun, Charles Ouimet, E. Simard, M. Galarneau et Bélanger.
Lors de l’élection canadienne du 28 juillet 1930, le Parti communiste présente son premier candidat canadien-français, le forgeron Emery Simard dans la circonscription de Maisonneuve et obtient 315 voix. À cette époque, c’est Georges Dubois, un français immigré illégalement au Canada en 1928, qui gère la section francophone et l’organisation du parti. Dubois sera arrêté et déporté peu avant l’élection; le Parti communiste tiendra une manifestation contre sa déportation le 5 juillet 1930.
En août 1931, le Parti communiste du Canada, qui compte environ 5 000 membres à l'époque, est déclaré « association illégale » par le procureur général de l'Ontario, William Herbert Price, en vertu de l'article 98 du Code criminel canadien; neuf dirigeants canadiens sont arrêtés et incarcérés jusqu’en 1934.
Le 26 octobre 1930, des étudiants de l'Université de Montréal saccagent les locaux de l'Université ouvrière et brûlent les livres sur le Champ-de-Mars.

### Grande Dépression: Grèves et mobilisation des sans-emplois

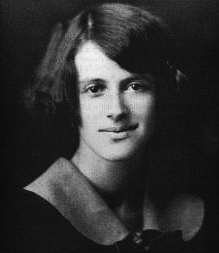
Jeanne Corbin, militante communiste, devient une figure de proue du mouvement de grève dans le Témiscamingue

Le Québec est durement touché par la Grande Dépression; à Montréal seulement, près de 214 000 individus, soit 28 % de la population de la ville vit d'allocations de secours. De 1929 à 1933, le nombre de syndiqués recule du tiers dans la province. La Ligue d'unité ouvrière, syndicat affilié au Parti communiste du Canada est fondée en 1929 pour rassembler les travailleurs et deviendra le seul syndicat canadien à organiser les sans-emplois en supervisant dès 1930 l'Association nationale des travailleurs sans emploi (ANSTE) qui devient le Conseil canadien des comités de sans-emploi (CCCSE), un organisme indépendant de la ligue, en 1932.
Le 4 janvier 1930, le Parti communiste du Canada tient sa première rencontre à Montréal pour l'organisation des sans-travail et fonde le Conseil des sans-emplois de Montréal (CSEM).
Le 19 janvier 1931, Fred Rose, Tom Miller, Don Chalmers sont arrêtés pour sédition et incitation à l'émeute lors d'une réunion du Conseil des Sans-Travail de Montréal.
Le 28 février 1931, 99 employés de la Bruck Silk Mill de Cowansville en Estrie débraient après avoir subi une diminution de salaire de 25 %. Les organisateurs communistes Fred Rose, Tom Miller, Don Chalmers, Jeanne Corbin et Emery Simard sont dépêchés sur place pour aider l'organisation syndicale des travailleurs et noyauter la grève. Les organisateurs tentent de rassembler les employés sous l'Union industrielle des Travailleurs du textile qui est affiliée à la LUO. Après 10 jours de grève et de piquetage, le curé du village convainc les employés de retourner au travail et d'accepter les réductions de salaire.
Après avoir remporté une grève à Kapuskasing dans le nord de l'Ontario, la Ligue d'unité ouvrière, tente de s'implanter en Abitibi-Témiscamingue au début des années 1930. En novembre 1933, les militants communistes Alexandre Sauders, Albert Huard et Harry Racketti commencent à récolter des appuis parmi les bûcherons du canton Clérion (aujourd'hui la municipalité de Rémigny) à 50 kilomètres au sud de Rouyn-Noranda. C'est à partir du 22 novembre que la tension augmente sur les chantiers de la Canadian International Paper. Le 27 novembre, les bûcherons du camp Turpin refusent de travailler; l'arrêt de travail se répand bien vite à l'ensemble des 600 bûcherons du Clérion. Les autorités craignent que la grève s'étende à Cléricy à 30 kilomètres au nord-est où plus de 2000 bûcherons commencent à s'agiter à leur tour. 300 bûcherons du Clérion marchent pendant la nuit jusqu'à Rouyn et occupent le Temple ukrainien du travail et la salle finlandaise de Rouyn devant le refus de la Canadian International Paper de les entendre et la réouverture des camps. Un blocus est établi sur les routes au sud-est de la ville pour empêcher l'usage de briseurs de grève; une quinzaine de grévistes y montent la garde en permanence.

La police de Rouyn demande des renforts à la Police provinciale; une dizaine de policiers provinciaux sont envoyés de Noranda. Les forces policières sont placées sous le commandement du sergent K. H. Turnbull de la police de Rouyn. Le 9 décembre, les policiers arrêtent le militant communiste Harry Racketti pour sédition puis tentent de briser le blocus au sud de la ville mais doivent se replier. Les militants Jeanne Corbin, rédactrice de l'Ouvrier Canadien, et Jerry Donohue arrive à Rouyn de l'Ontario le même jour; ils demandent la libération de leur camarade Harry Racketti. Au matin du 11 décembre 1933, malgré un froid intense, deux cents grévistes sont rassemblés au blocus du sud-est de la ville. Une douzaine de policiers se rend sur place pour briser la ligne de piquetage. Les gaz lacrymogènes et le matraquage viennent à bout du blocus; 80 personnes sont arrêtées. Les militants communistes Harry Racketti, Jeanne Corbin et Jerry Donohue comparaissent devant le juge de paix le lendemain, ils sont accusés d'incitation à l'assemblée illégale et à l'émeute et sont transférés par avion à la prison de Ville-Marie, en isolement, pour y attendre leur procès le 19 décembre. La plupart des bûcherons sont relâchés avec une peine de 6 mois de prison en sursis.

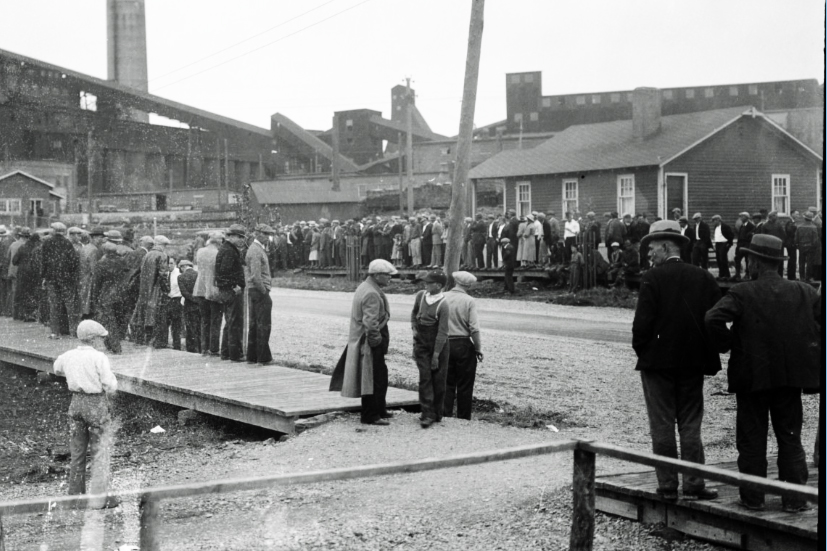
Grève des « Fros », Rouyn-Noranda, 1934

La situation demeure tendue au lendemain des arrestations. L’appui de la population aux grévistes et aux communistes et l'arrivée de plus en plus de bûcherons du Cléricy à Rouyn, où de nouveaux camps font grève, augmente la tension. Le gouvernement du Québec, qui craint que ces événements créent un précédent chez les Canadiens-français, envoie les enquêteurs Louis et Maxime Morin sur place. Sous la pression de l'opinion publique, le gouvernement crée en avril 1934 la Commission des opérations forestières du Québec qui enquêtera sur les chantiers et les conditions salariales des bûcherons.
La Ligue contre la Guerre et le fascisme tient une assemblée le 11 novembre 1934 au YMCA de la rue Stanley à Montréal; on y compte plus de 600 personnes. Lilian Mendelssohn, J. S. Wallace, Fred Rose, Maurice Armstrong et Stanley Bréhaut Ryerson, à titre de président de l'assemblée, y prend la parole .
Le 20 novembre 1934, une foule de 3 000 à 4 000 personnes assistent à une assemblée contre l'article 98 du Code criminel du Canada au marché Atwater de Montréal. L'article bannit les organisations subversives; notamment le Parti communiste du Canada. L'assemblée est organisée par la Ligue de défense ouvrière. Les principaux orateurs sont Tom Ewen, Becky Buhay, secrétaire-générale de la ligue, J. S. Wallace, John Boychuck et A. G. Paul.
La première édition du journal hebdomadaire Clarté, organe officiel en français du Parti communiste à Montréal, est publiée le 14 janvier 1935. On y parle d'assurance chômage, du droit de vote pour les femmes et des restrictions sur la liberté d'association et d'expression.
L'après-midi du 15 janvier 1935, une foule de 2 500 personnes assiste aux funérailles de Paul Delisle, chef francophone du Parti communiste à Montréal et membre du comité exécutif central du Parti communiste du Canada décédé d'un cancer le 13 janvier; Tim Buck, Sam Carr et Fred Rose portent le cercueil puis s'adressent à la foule en soulignant le rôle de Delisle dans le mouvement révolutionnaire canadien. Paul Delisle revenait d'un séjour d'études de 14 mois à Moscou.
Lors de l'élection fédérale du 14 octobre 1935, Fred Rose obtient 3 378 voix dans Montréal-Cartier; Charles-E. Perry en obtient 1 012 dans Saint-Denis.
À l'Élection provinciale de 1936 Fred Rose obtient 578 voix dans Montréal–Saint-Louis, Évariste Dubé 185 voix dans Montréal—Saint-Jacques et Emile Godin 288 voix dans Montréal–Sainte-Marie.
En 1936, le premier comité exécutif du Parti communiste est créé au Québec. Évariste Dubé est nommé président et Stanley Bréhaut Ryerson secrétaire provincial. Parmi les membres éminents figurent Fred Rose, Emile Godin, Alec Rosenberg, Emery Samuel, Alex Gauld, Mme Léo Lebrun, Willie Fortin, Jean Bourget et Sydney Sarkin. En 1936, Stanley Bréhaut Ryerson professeur au département des Études françaises du Sir George Williams College est l'éditeur du journal Clarté.

### Loi du Cadenas et les règlements pour la Défense du Canada

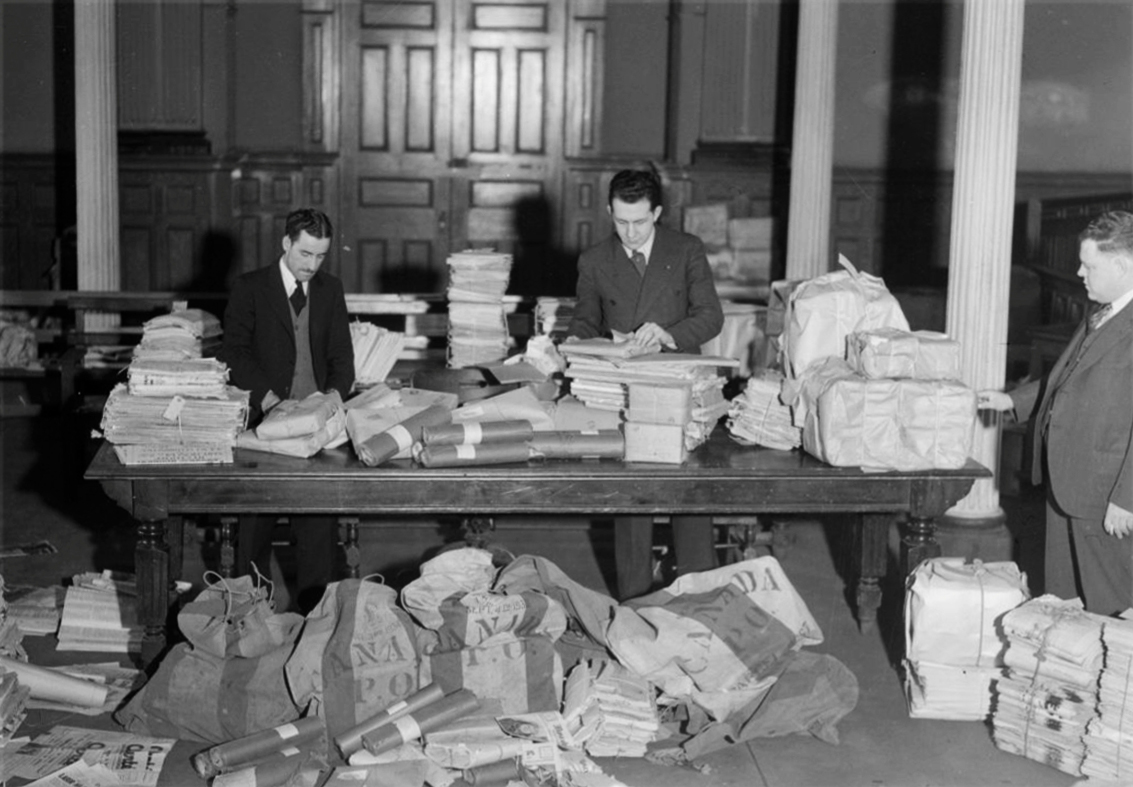
Littérature communiste confisquée dans le cadre de la Loi protégeant la province contre la propagande communiste (Loi du Cadenas).

Au cours des années 1930, l'Europe connait l'établissement de plusieurs dictatures fascistes, notamment dans le royaume d'Italie, en Allemagne, en Espagne, au Portugal, en Grèce et en Autriche. C'est devant cette montée du fascisme qu'en août 1935, le VIIe congrès de l'Internationale communiste appelle à la formation d'un grand « Front populaire antifasciste, sur la base d'un front prolétarien uni ». Le Parti communiste du Canada et sa section québécoise délaissent périodiquement leurs positions les plus radicales pour proposer un programme plus réformiste, afin d'attirer un public plus large.
La « Loi du cadenas » n'empêche pas à plus de 15 000 personnes d'assister à une grande assemblée publique tenue le 15 juin 1937 par le Comité d'aide à l'Espagne à Montréal. André Malraux, Alfred Costes et le Dr Norman Bethune y tiennent un discours.
Le 18 juin 1937, Norman Bethune revient à Montréal après un voyage de plusieurs mois en Espagne où il est accueilli par des milliers de personnes. Deux jours plus tard, plus de 15 000 personnes s'entassent à l'aréna Mont-Royal pour entendre Bethune raconter ce qu'il a vu en Espagne. Bethune effectuera ensuite une tournée de sept mois au pays pour recueillir des fonds pour la République espagnole.
Le 9 novembre 1937, le gouvernement demande à la Police provinciale, dirigée par le Lieutenant-colonel Philippe-Auguste Piuze, d’effectuer une saisie et de sceller les presses du journal Clarté sur la rue Sainte-Catherine, et de l’Artistic Printing Co. sur la rue Notre-Dame à Montréal. Stanley Bréhaut Ryerson, qui écrivait dans Clarté sous le pseudonyme E. Roger prend son emploi au Sir George Williams College.
Le 1er mai 1938, 4 000 personnes participent à une assemblée unitaire du Parti communiste du Canada et de la Coopérative Commonwealth Fédération (C.C.F) à l'aréna Mont-Royal à Montréal : les principaux orateurs sont Eugène Forsey, de la C.C.F. et Stanley B. Ryerson pour le Parti communiste.
Le 31 août 1938, Stanley B. Ryerson, annonce que le Parti communiste du Canada présentera le candidat Fred Rose dans le comté fédéral de Cartier à l'élection fédérale canadienne de 1940 et William Kashtan dans le comté provincial de Montréal–Saint-Louis à l'élection générale québécoise de 1939, et ce même si la Loi du cadenas est appliquée au provincial.
Le communisme est déclaré illégal au Canada le 15 mai 1940 par le juge Edgar Chevrier de la Cour suprême de l'Ontario (en) en vertu des Règlements pour la défense du Canada. Le gouvernement confirme le décret le 6 juin 1940.

### Un communiste à Ottawa

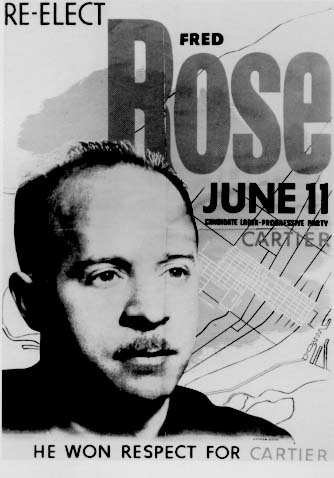
Affiche électorale de Fred Rose, candidat ouvrier-progressiste dans Cartier en vue de l'élection fédérale du 11 juin 1945

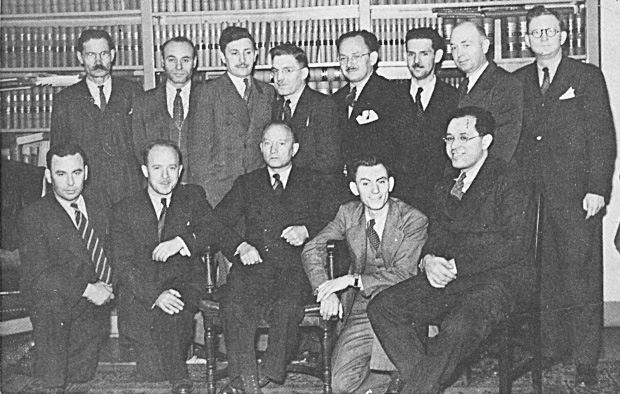
Chefs communistes au Québec : Rangée en avant de gauche à droite, Henri Gagnon, Fred Rose, Tim Buck, Émery Samuel et Sam Lipschitz. Rangée arrière de gauche à droite : Gus Sundqvist, Bill Kashtan, Évariste Dubé, Jim Litterick, Sam Carr, Willie Fortin, Stewart Smith et Stanley B. Ryerson.

En 1941, le communiste Gui Caron et Jean-Charles Harvey du journal Le Jour, prennent la parole devant 6 000 personnes pour soutenir l'effort de guerre contre les fascistes.
C'est au cours de la Seconde Guerre mondiale que le Parti communiste du Canada connait sa plus forte expansion. Le décès du député fédéral Peter Bercovitch en décembre 1942 entraine une élection partielle dans Cartier à l'été 1943. Le 9 août 1943, c'est Fred Rose qui est élu député de la circonscription de Cartier avec 5 789 voix (30,42 %); 150 voix de plus que Paul Massé du Bloc populaire canadien. Il devient le premier, et le seul à ce jour, représentant communiste à siéger à la Chambre des communes du Canada.
En novembre 1943, le premier congrès du Parti ouvrier progressiste du Québec à Montréal regroupe 172 déléguées représentant 40 cellules du parti.
Le 8 mars 1944, Fred Rose comparait en justice contre Jean Drapeau, candidat du Bloc populaire canadien, qui l’accuse de diffamation pour un pamphlet titré La Cinquième colonne d’Hitler au Québec. (Hitler’s Fifth Column in Quebec).
Le 19 juin 1944, le Parti ouvrier-progressiste présente ses 11 candidats pour l’élection générale québécoise de 1944; Rosario St-Pierre dans Saint-Denis, F. Binette dans Maisonneuve—Rosemont, Lieutenant Gordon McCutcheon, Saint-Laurent—Saint-Georges, Jos. Decroiselle dans Québec-Est, Peter Allan dans Verdun, Evariste Dubé dans Gaspé, Oscar Roy dans Pontiac, Caporal Henri Gagnon dans Sainte-Marie, Jean Bourget dans St-James, Napoleon Bizard dans Sainte-Marie et Albert Constantin dans Rouyn-Noranda.
Le 3 juillet 1944, Fred Rose dénonce, en Chambre des communes, les petits groupes fascistes, « prétendument nationalistes » et anti-syndicalistes qui opèrent au Québec. Il rapporte l’intimidation perpétrée à l’endroit de jeunes membres de la force aérienne et d’un syndicat d’ouvrier du textile de Valleyfield. Il dénonce aussi l’incendie criminel d’une synagogue à Québec, l’isolationnisme et l’antisémitisme prôné par des partisans de l’Union nationale. Il plaide aussi pour l’implantation de l’assurance maladie et l’instruction obligatoire au Québec, deux mesures opposées par le parti de Duplessis à l'époque.
Le 7 août 1944, la veille de l'élection générale québécoise de 1944, Fred Rose prononce un discours lors d’un ralliement pour le candidat ouvrier-progressiste et conseiller municipal Michael Buhay dans Montréal–Saint-Louis. Il déclare que « Monsieur Duplessis et les chefs du bloc populaire sont ouvertement antisémites ». Le candidat Buhay promet pour sa part de défendre les droits de la communauté juive.
Le 7 août 1944, le mandat de Fred Rose est renouvelé à la suite de l'élection fédérale canadienne de 1945. Il est réélu avec 10 413 voix (40,84 %) dans Cartier; 1 478 voix d'avance sur le libéral Samuel Edgar Schwisberg.

### Affaire Gouzenko et second gouvernement Duplessis
Le 6 octobre 1945, le Bureau du Conseil privé du Canada émet le décret confidentiel spécial C.P. 6444 qui entraine l'arrestation et la détention préventive du député progressiste ouvrier Fred Rose et 12 autres suspects d'espionnage à la Base des Forces Canadienne à Rockcliffe près d'Ottawa. Les 12 autres suspects sont Eric Adams, Scott Benning, Raymond Boyer, H. S. Gerson, Gordon Lunan, Israel Halperin, Edward Mazerall, Fred Poland, David Shugar, Durnford Smith, Kathleen Willsher et Emma Woikin.
Le 15 février 1946, le premier ministre du Canada William Lyon Mackenzie King annonce publiquement que le gouvernement canadien est victime d'espionnage d'une puissance étrangère par le biais d'une mission à Ottawa. Il annonce qu'il a nommé les juges de la Cour suprême du Canada Robert Taschereau et Roy Kellock à une commission royale d'enquête pour faire la lumière sur les allégations (Decret C.P. 411 du 5 février 1946). Le 15 mars 1946, le député et président de la Fédération du Commonwealth Coopératif Major James Coldwell déclare en chambre que l'arrestation préventive du député Fred Rose par la gendarmerie royale du Canada constitue un violation de l'Habeas Corpus Act.
Le 15 juin 1946, la Cour du banc du roi, à Montréal, juge Fred Rose coupable d'avoir livré des secrets militaires à l’ennemi au sein d'un réseau d’espionnage russe. Il s'agit principalement d'informations que le Docteur Raymond Boyer de l'Université McGill lui a fournies concernant l'explosif RDX. Fred Rose est condamné à sept années de prison et officiellement destitué de son titre de député de Cartier le 30 janvier 1947, lors de l'ouverture de la 3e session de la 20e législature du Canada à la Chambre des communes. Gui Caron est nommé chef provincial du P.O.P. la même année.
En octobre 1946, Henri Gagnon, organisateur provincial du Parti ouvrier-progressiste et président de Ligue des vétérans sans logis, dirige un mouvement qui squatte le 2054 McGill College, un immeuble de trois étages occupé par six vétérans et leurs familles. Il est soutenu dans sa cause par Évariste Dubé, membre du Comité national du Parti ouvrier-progressiste, Marcel Lapalme, organisateur du Parti ouvrier-progressiste dans Cartier, Gui Caron, chef du Parti ouvrier-progressiste au Québec, et Emery Samuels, un militant du parti. La question du logement est une des priorités du Parti ouvrier-progressiste après la guerre, qui apporte son soutien aux squatteurs jusqu’à ce que le gouvernement leur trouve un logis. Au cours de l’automne 1946, deux autres immeubles, situés au 5168 boulevard Décarie et au 4509 rue Saint-Denis sont squattés à Montréal.
En 1948, la police effectue une saisie au local du journal du Combat (fondé en 1946) en vertu de la Loi du cadenas.
En 1951, après six années de prison, Fred Rose est libéré. Harcelé par la police, il décide finalement de se réfugier en Pologne, où il passera le reste de ses jours.

### Conséquences du Rapport Khrouchtchev etSwitzman c. Elbling
Le 5 juin 1956, le New York Times publie intégralement le discours « Sur le culte de la personnalité et ses conséquences » de Nikita Khrouchtchev au XXe congrès du Parti communiste de l'Union soviétique. C'est lors de ce congrès que furent révélés de nombreuses pratiques staliniennes, notamment les Grandes Purges et les camps de travail forcé du Goulag. Le Montreal Star publie le discours le 18 juin 1956.
Le 14 octobre 1956, Tim Buck rencontre les militants communistes du Québec dans une salle du plateau Mont-Royal pour aborder le discours de Khrouchtchev. Buck met les « violations de la légalité socialiste » sur le compte du culte de la personnalité de Staline et appelle à la déstalinisation. Dix ans plus tard, le 15 octobre 1956, insatisfait des explications fournies par Buck à propos du rapport Khrouchtchev, Gui Caron démissionne du P.O.P. entrainant avec lui cinq autres membres du comité provincial: Ken Perry, Harry Gulkin, Norman Nerenberg, Frank Arnold et Pierre Gélinas. En février 1957, dans un article publié dans Clarté, Henri Gagnon estime que 200 membres ont quitté le Parti depuis les révélations de Khrouchtchev.
Le 8 mars 1957, la Loi protégeant la province contre la propagande communiste est renversée par la Cour suprême du Canada lors du jugement Switzman c. Elbling Max Bailey, communiste et ex-conseiller municipal locataire sur l'avenue du Parc à Montréal sous-loue son appartement en février 1948 à John Switzman, qui veut faire de l'appartement un lieu de rencontre pour communistes. La propriétaire de l'immeuble, Freda Elbling, empêche Switzman de prendre l'appartement de peur que son immeuble soit cadenassé ; c'est ce qui arrive en janvier 1949 sous une ordonnance du Procureur général de la province de Québec. Elbling se rend en Cour supérieure du Québec pour faire résilier le bail de Switzman; le verdict donne raison à Elbling; le verdict est appuyé par procureur général de la province et Cour du Banc de la Reine. Switzman se rend en appel devant la Cour suprême et conteste la Loi du cadenas comme une violation de la liberté d'expression et de la juridiction provinciale. La Cour suprême se prononce à 8 contre 1 pour Switzman.

### Révolution tranquille et émergence de mouvements marxistes-léninistes et maoïstes
Le 28 novembre 1965 nait de la section québécoise du Parti communiste du Canada le Parti communiste du Québec, un parti provincial reconnu par le Directeur général des élections du Québec; Samuel Walsh sera le chef du parti jusqu'en 1990.
Le mouvement marxiste-léniniste, embryonnaire dans les années 1960, se développe au début des années 1970 au Québec dans les milieux étudiants, ouvriers et intellectuels. Le mouvement émerge d'une contestation globale de la jeunesse et des peuples du Tiers-Monde face aux injustices sociales; les partis communistes et la société soviétique ne sont plus considérés comme une alternative.
En 1967 est fondée la Ligne des jeunes socialistes, un regroupement trotskyste affilié à la quatrième Internationale.
L'élection municipale montréalaise de 1970 qui se déroule sur fond de la Crise d'octobre et la réélection du maire Jean Drapeau amène le parti municipal de gauche du Front d'action politique (FRAP) à réformer sa structure organisationnelle lors de son congrès de mars 1971. Les pouvoirs sont décentralisés et transférés aux Comités d'actions politiques (CAP) de chaque quartier de la ville. Deux CAP plus militants, le CAP Saint-Jacques et le CAP Maisonneuve se radicalisent, adoptent des positions maoïstes, et quittent le FRAP en mars 1972. Plusieurs de leurs membres se joindront à l’organisation En lutte! formé entre autres par Charles Gagnon la même année.
Le 20 mai 1971, une centaine de membres du Parti marxiste-léniniste du Canada (PCCML) organisent une marche à Montréal pour célébrer l'anniversaire de la déclaration Peuples du monde, unissez-vous, pour abattre les agresseurs américains et leurs laquais! de Mao Zedong. Le contingent, qui quitte le carré Saint-Louis à 19 heures sous une pluie battante, compte se rendre au consulat américain, situé sur l'avenue McGregor, par la rue Sherbrooke. La manifestation est déclarée illégale par la police peu avant le croisement avec la rue Saint-Urbain. Un échauffourée éclate entre policiers et manifestants; l'affrontement « sanglant » fait une quarantaine de blessés, dont 14 policiers. Des 76 militants du PCCML détenus, la moitié sont de l'extérieur de Montréal. L'échec de la manifestation alimente les tensions entre les militants québécois du PCCML et la direction du parti, le chef Hardinal Bains, à Toronto.
En septembre 1971, environ 80 % des membres du PCCML du Québec quittent le parti pour former le Mouvement révolutionnaire ouvrier (MRO); en 2 ans, 300 nouveaux membres se joignent à la nouvelle organisation.
En janvier 1972, le Mouvement révolutionnaire des étudiants du Québec est fondé à l'Université du Québec à Montréal par un groupe d'étudiants dont certains déjà membres du Parti marxiste-léniniste du Québec.
Au début des années 1980, les principales organisations communistes se positionnent par rapport au premier référendum sur la souveraineté du Québec. Le Parti communiste du Québec se prononce en faveur de l’indépendance du Québec; le Parti communiste ouvrier et En lutte ! s'y opposent.

### Histoire du mouvement depuis la dislocation de l'URSS
Le Parti communiste révolutionnaire du Canada fut fondé en janvier 2007 à Montréal sur les bases du Parti communiste révolutionnaire (comités d'organisation).
L'Union communiste libertaire, une organisation à tendance communiste libertaire voit le jour en novembre 2008.
En mars 2009, la Maison Norman-Bethune, située dans le quartier Centre-Sud de Montréal, a ouvert ses portes. Il s'agit à la fois d'une librairie et d'un Bureau d'information politique, associé au PCR. On y tient des soirées hebdomadaires, le vendredi soir, sur différentes thématiques de l'actualité communiste et progressiste canadienne et internationale, ainsi que sur différents sujets historiques associés à l'expérience historique communiste.
Le 1er mai 2010, le Parti communiste du Québec participe à la marche organisée pour la Fête internationale des travailleurs à Montréal contre le budget Bachand.
Le 1er mars 2014, l'Union communiste libertaire est dissoute lors d'un congrès à Québec parce qu'elle « ne répond plus aux besoins et aux désirs de la majorité de ses membres ». Un de ses groupes membres, le Collectif anarchiste Emma Goldman, au Saguenay, demeure actif et conserve son positionnement communiste libertaire. Ce dernier mène un grand nombre de campagnes locales sur différents enjeux comme l'action sociale anarchiste, la solidarité avec les luttes anti-coloniales, l'antiracisme, l'embourgeoisement et est à l'origine de la création d'un centre social libertaire à Chicoutimi, l'Espace Social Libre.
Le 24 septembre 2014 le Parti communiste du Québec (PCQ-PCC) se positionne contre la Charte des valeurs du gouvernement du Québec; l’exécutif central condamne également le sentiment anti-Québécois dans le reste du Canada.
En Août 2015, le Parti communiste du Canada et le Parti marxiste-léniniste du Canada présentent des candidats au Québec dans le cadre de l'Élection fédérale canadienne de 2015. Le Parti communiste révolutionnaire boycotte la campagne.

## Organisations communistes

### Partis communistes

#### Parti communiste du Québec (section du Parti communiste du Canada)

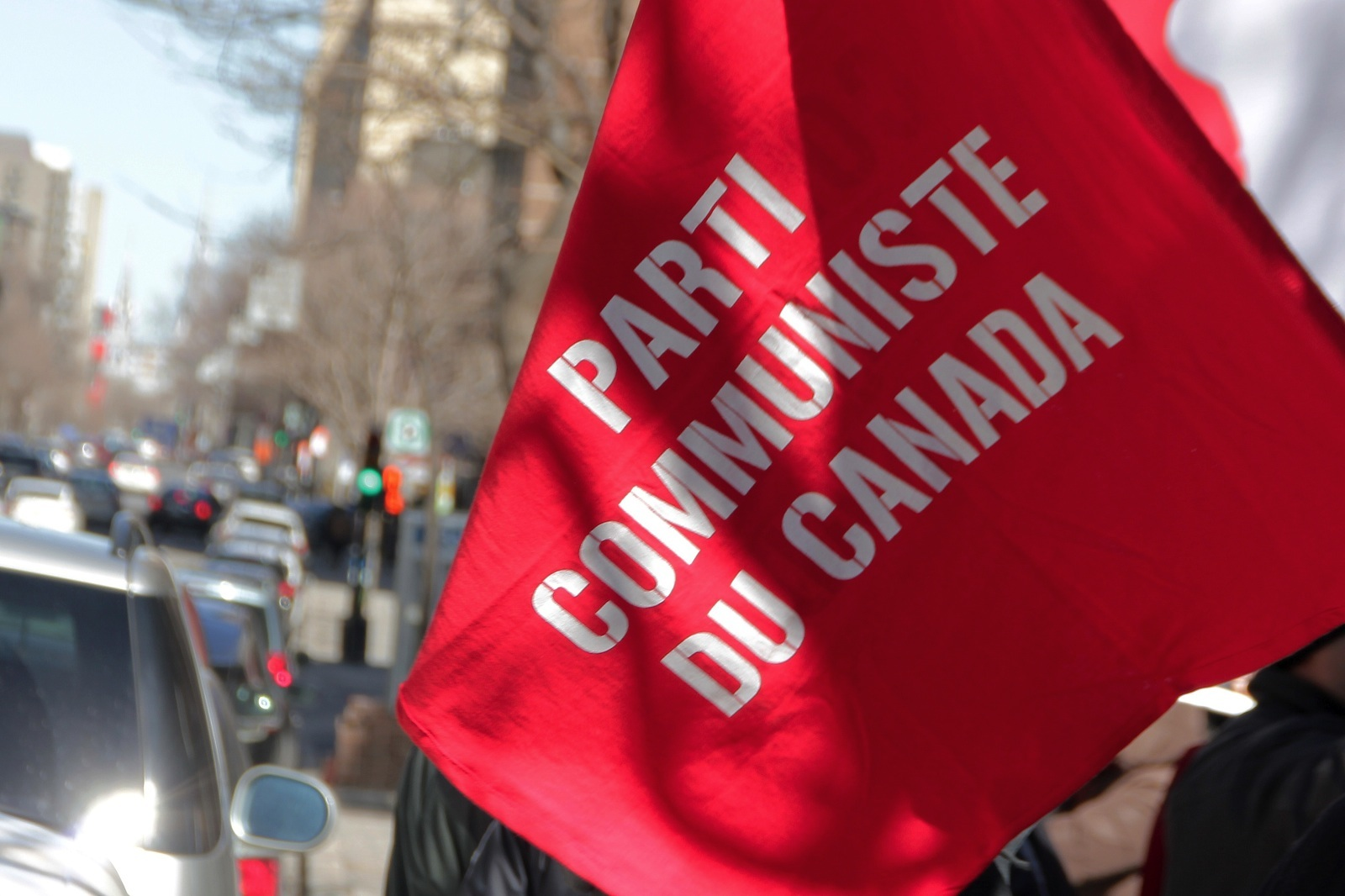
Enseigne du Parti communiste du Canada flottant pendant une manifestation pacifiste à Montréal en mars 2016

Fondé par des militants du Parti communiste du Canada au Québec, l'histoire de sa formation remonte aux années 1920, avec la création de la première section communiste à Montréal. Après avoir été interdit par les gouvernements du Québec en 1937 et du Canada en 1941, le parti a été connu sous le nom de section québécoise du Parti ouvrier progressiste de 1941 à 1959. Il a été officiellement reconnu comme un parti provincial par le DGEQ de 1965 à 2003 et a retrouvé son autorisation en 2023. Il possède des liens étroits avec le Parti communiste du Canada. Son chef actuel est Adrien Welsh.

#### Ligue de la jeunesse communiste
Organisation satellite du Parti communiste, la Ligue de la Jeunesse communiste du Québec est fondée en 1923. La Ligue publie le journal Jeunesse Militante.

#### Parti communiste du Canada français (1949-1950)
Le Parti communiste du Canada français est fondé par Henri Gagnon en 1949 à la suite de son exclusion du Parti communiste du Canada. Il sera dissous en 1950.

#### Parti communiste du Québec (collectif)
Le second Parti communiste du Québec, mené par André Parizeau, est né en 2005 d'un désaccord sur l'importance de mettre au premier plan la lutte pour l’indépendance du Québec au sein du parti communiste au Québec. Ce parti fut reconnu par le DGEQ de 2006 à 2012. Il change de nom en 2024 pour celui de l'Action socialiste de libération nationale.

### Mouvement marxiste-léniniste et maoïste

#### Parti marxiste-léniniste du Québec
Fondé en 1970, le parti est issu du Parti communiste du Canada (marxiste-léniniste) fédéral, auquel le Parti est affilié. La cheffe actuelle du parti est Christine Dandenault.

#### Le Mouvement révolutionnaire des étudiants du Québec (1971-1975)
Le Mouvement révolutionnaire des étudiants du Québec (M.R.E.Q.) est une organisation à tendance maoïste fondé en janvier 1972 à l'Université du Québec à Montréal à la suite d'une grève des professeurs en 1971. Le groupe soutient les luttes ouvrières et anti-impérialistes et dénonce le capitalisme dans le milieu scolaire. Le Mouvement est présent dans toutes les universités montréalaises et se prononce contre l'intervention américaine au Viêt-Nam, fonde le Comité de soutien au peuple indochinois et la librairie Ho Chi Minh. Le M.R.E.Q. publie le journal, Le Partisan, à partir de janvier 1972. Le groupe se joint en novembre 1975 à la Cellule ouvrière révolutionnaire et la Cellule militante ouvrière pour former la Ligue communiste (marxiste-léniniste) du Canada.

#### En lutte! (1972-1982)
En lutte! fut fondé par Charles Gagnon, un ancien membre du Front de libération du Québec. L'organisation, dont Gagnon était le secrétaire général, tirait son inspiration de la révolution culturelle chinoise. Elle combattait le révisionnisme, l'anarchisme et d'autres organisations marxistes telles que la Ligue communiste (marxiste-léniniste) du Canada. Elle publiait En lutte! un journal qui, à son apogée, était imprimé à 10 000 exemplaires.
À son apogée, vers 1980, En lutte! aurait compté près de 400 membres.
Elle était très bien organisée, étant propriétaire de quatre librairies (Montréal, Québec, Toronto et Vancouver). En 1980, elle aurait eu un budget annuel de 800 000 dollars.

#### Ligue communiste du Canada et Parti communiste ouvrier
Le Parti communiste ouvrier (PCO) était un parti politique québécois et canadien, marxiste-léniniste, connu d'abord sous le nom de Ligue communiste (marxiste-léniniste) du Canada (LC(ml)C). D'idéologie marxiste-léniniste et maoïste, la Ligue communiste et le PCO souhaitent instaurer au Canada un État communiste. Contrairement à d'autres groupes similaires, le Parti présente des candidats lors des élections, même si l'objectif est davantage de sensibiliser la population que de faire élire des députés. La Ligue communiste affirmait plutôt la nécessité d'une lutte armée pour parvenir à son objectif.
La ligue est fondée en 1975 avant de se transformer en parti, le PCO, en 1979. Le PCO présente des candidats lors de l'élection fédérale de 1980 et de l'élection provinciale québécoise de 1981. À son apogée à la fin des années 1970, le PCO comptait de 600 à 1 000 membres parmi lesquels on retrouve quelques personnalités publiques qui y ont milité dans leur jeunesse, notamment le bloquiste Gilles Duceppe., le syndicaliste Marc Laviolette et l'homme d'affaires Pierre Karl Péladeau. Le PCO se dissout en 1983.

#### Parti communiste révolutionnaire

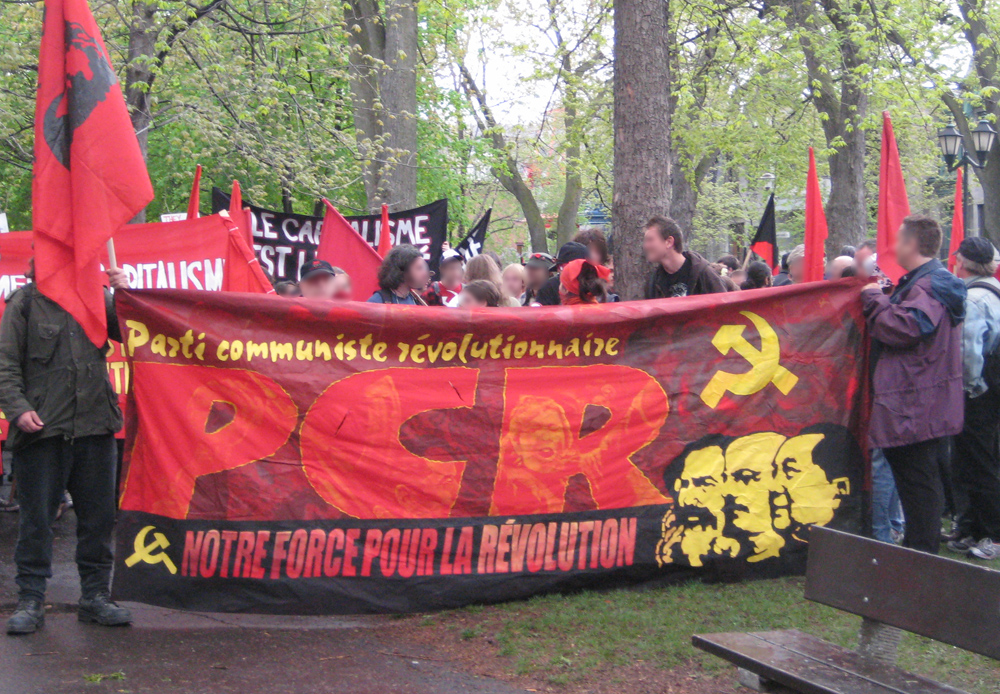
Contingent du Parti communiste révolutionnaire pour la Journée internationale des travailleurs
Montréal, 1er mai 2010

Le Parti communiste révolutionnaire (PCR) était une organisation communiste révolutionnaire à tendance marxiste-léniniste-maoïste fondé en janvier 2007 à Montréal. L’organisation prône la guerre populaire prolongée comme voie de la révolution dans les pays impérialistes. Le PCR publie les journaux Cause ouvrière,ISKRA et Le Drapeau Rouge. Le parti cesse officiellement d'exister le 5 novembre 2021. 
Le parti est à l'origine de l'organisation de plusieurs organisations :
- Mouvement étudiant révolutionnaire (MER-PCR), qui à partir de décembre 2012 crée des chapitres dans plusieurs établissements d'enseignement de l'Ontario et du Québec.
- Mouvement révolutionnaire ouvrier (MRO)
- Front féministe prolétarien et révolutionnaire– Montréal
- Secours rouge du Canada
- Le Bureau d’information politique
- Les groupes d’éducation communiste
- Proletarian Revolutionary Action Committee – Toronto

### Mouvement trotskiste

#### Le Parti ouvrier révolutionnaire (1944-1953)
Le Parti ouvrier révolutionnaire est la première organisation trotskyste au Québec. Fondé dans la foulée de la crise de la conscription de 1943, ce parti est la section canadienne de la Quatrième Internationale. Composé d'ouvriers industriels issus des secteurs de l'automobile, du bois, de l'électricité et du vêtement, le POR est très actif au sein de la Fédération des Unions Industrielles du Québec. Le parti publie le journal La Vérité. Le POR disparaît en 1953, à la suite de la scission de la Quatrième Internationale.

#### Ligue socialiste ouvrière (1963-1977)
La Ligue socialiste ouvrière (LSO) est fondée en 1963 à la suite du septième congrès de la Quatrième Internationale, qui consacre la réunification de l'internationale, à la suite de la scission survenue en 1953. La LSO constitue avec la League for Socialist Action (en) (LSA) canadienne anglaise, la section pancanadienne de la Quatrième Internationale. La Ligue publie le journal La Lutte ouvrière. Elle se réunifie avec le Groupe marxiste révolutionnaire en 1977 pour donner la Ligue ouvrière révolutionnaire.

#### Groupe marxiste révolutionnaire (1972-1977)
Le Groupe marxiste révolutionnaire nait en 1972 d'une scission de la Ligue socialiste ouvrière. Le GMR refuse le soutien au NPD, la structure pancanadienne, et revendique une position plus ferme en faveur de l'indépendance du Québec. Le GMR publie un journal La Taupe Rouge qui deviendra en 1975 Combat socialiste. Il se définit lui-même comme « une organisation politique de la classe ouvrière, composée de travailleur et travailleuses et d'intellectuel(e)s révolutionnaires ». Il très est actif lors du Front commun intersyndical de 1972. En mai 1972, il lutte contre la hausse des frais de scolarité à l'Université du Québec. À l'hiver 73, il se mobilise dans l'action pour la libération des présidents des trois grandes centrales syndicales (emprisonnés à la suite du front commun de 1972). À l'automne 1973, à la suite du coup d'État au Chili, le GMR fonde et anime les comités de bases Québec-Chili. Le Groupe est aussi actif dans la grève des ouvriers de la Firestone en 1973 qui durera plus de 10 mois. Le GMR s'affirme comme organisation politique capable d'interventions concrètes. Il se réunifie avec la Ligue socialiste ouvrière en 1977 pour fonder la Ligue ouvrière révolutionnaire.

#### Groupe socialiste des travailleurs du Québec (1973-1987)
Le Groupe socialiste des travailleurs du Québec (en) ou GSTQ, appelé d’abord Groupe trotskiste du Québec, est le plus important mouvement politique d’influence trotskiste à voir le jour au Québec. Le GSTQ appartient au courant lambertiste. Actif de 1973 à 1987 et basée sur le programme de la IVe Internationale, le groupe est impliqué dans la fondation du Regroupement des militants syndicaux (en) en 1974 et, sur la scène municipale, le Rassemblement des citoyens de Montréal. Le GSTQ est aussi à l’origine de la coalition électorale entre le Nouveau parti démocratique du Québec (NPD-Québec) et le Regroupement des militants syndicaux (en) qui participent à l’élection générale québécoise de 1976. Le groupe publiera le journal Tribune ouvrière jusqu'en 1990.
| Résultats électoraux | 1981    |
| -------------------- | ------- |
| Candidats            | 2 / 122 |
| Sièges obtenus       | 0       |
| Nombre de voix       | 198     |
| Pourcentage des voix | 0,01 %  |

#### Ligue ouvrière révolutionnaire (1977-1980)
La ligue ouvrière révolutionnaire nait de la réunification en 1977 de la Ligue socialiste ouvrière et du Groupe marxiste révolutionnaire. Elle est la section officielle de la Quatrième Internationale au Québec. L'organisation est active de 1977 à 1980 et compte de nombreux militants. Elle publie un journal hebdomadaire Lutte de classe. La ligue possédait aussi une librairie situé à Montréal, la librairie Rouge, et disposait aussi d'une maison d'éditions, les Éditions d'avant-garde, qui publiait de nombreux ouvrages.

#### Gauche socialiste (Depuis 1983)
Gauche socialiste  est une organisation trotskyste affiliée à la Quatrième Internationale et formant un collectif au sein du parti provincial Québec solidaire.

#### Alternative socialiste (Depuis 2011)

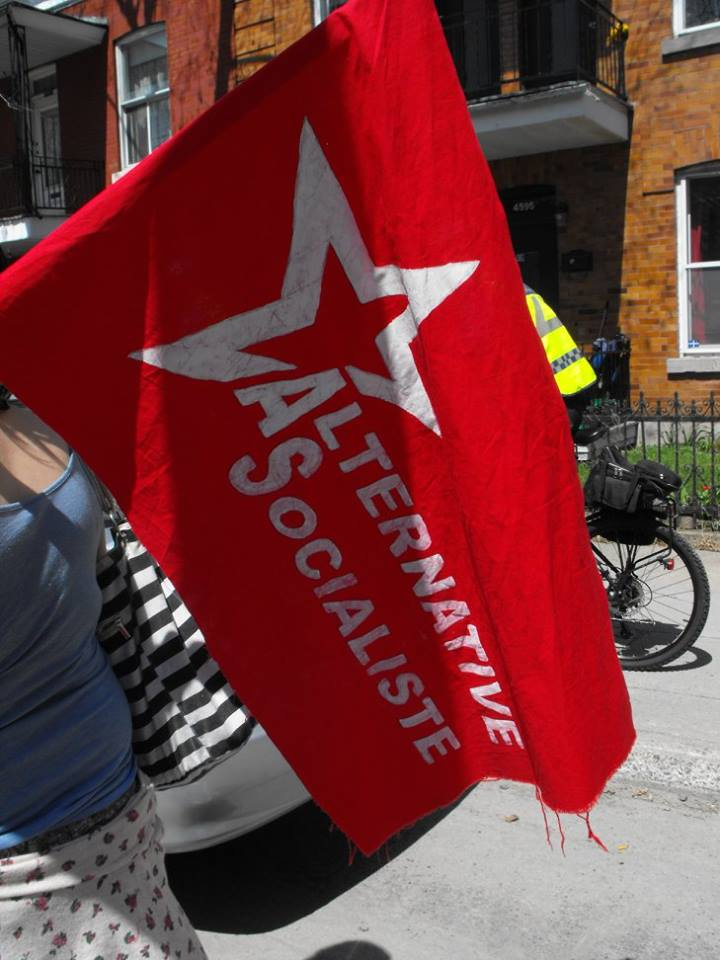
Militante d'Alternative socialiste

Nommé Mouvement pour un parti socialiste du Québec au départ (2009-2010), Alternative socialiste est membre de l'Alternative socialiste internationale (en). L'organisation est notamment impliquée dans la campagne 15plus.org au Québec.
L'organisation est aussi à l'origine de plusieurs groupes et mouvements:
- Le journal Offensive
- La campagne 15plus.org
- Les comités de quartier pour le 15 $
- Le groupe étudiant socialistes-UQAM
- Le groupe étudiants socialistes de l'Université Laval

### Mouvement communiste libertaire

#### Fédération des communistes libertaires du Nord-Est (1998-2008)
La Fédération a été officiellement lancée lors d'un congrès tenu à Boston pendant le week-end du 7-9 avril 2000, après des mois de discussion entre d'ancien membres de Love and Rage aux États-Unis et d'ex-membres du journal Démanarchie au Québec. À l'origine fondée comme une fédération bilingue française et anglophone avec des membres et des groupes dans le nord-est de l’Amérique du Nord, la Fédération ne se présente pas comme un parti, ni comme une avant-garde auto-proclamée et ne se voit pas comme une organisation qui va mener le mouvement anarchiste, encore moins la classe ouvrière à la révolution. La Fédération pense qu'une révolution victorieuse ne pourra être menée que directement par la classe ouvrière. Cependant, elle croit que cela devra être précédé par des organisations capables de radicaliser les mouvements sociaux, de combattre les tendances réformistes et autoritaires, d'être un forum où les idées et les expériences peuvent être partagées et discutées par les militants, d'être un véhicule donnant l'impact politique maximum aux idées communistes libertaires.
En général, les membres sont d'abord et avant tout actifs et actives localement dans des collectifs autonomes ou des « unions locales » (lorsque plusieurs collectifs sont présents dans une même ville). Ces collectifs privilégient l'intervention dans les quartiers, sur les lieux de travail et dans les mouvements antiracistes et pour la liberté de circulation. 

#### Union communiste libertaire (2008-2014)
L'Union communiste libertaire (UCL) était une organisation communistes libertaires qui a été fondée en 2008 à Montréal. Celle-ci est née de sa séparation de la Fédération des communistes libertaires du Nord-Est. Cette séparation eut lieu afin d'éviter les problèmes de différences socio-économique, géographique et linguistique rencontrés précédemment au sein de la Fédération. L'Union communiste libertaire s'est dissoute le 1er mars 2014.

## Positions et variations au sein du mouvement au Québec

### Sur la religion
« La religion sous tous ses aspects n'intéresse le Parti communiste qu'en tant que rouage de la machine capitaliste qu'il s'agit de détruire. Partout, c'est le pouvoir religieux qui fait accepter avec résignation l'injustice du système social actuel. Et la Province de Québec ne fait pas exception à la règle, il s'en faut de loin. »

— L'Ouvrier canadien, 15 juillet 1930
Dans les années 1920 et au début des années 1930, l’omniprésence de la religion catholique dans les mœurs et les institutions au Québec représente un problème important pour la première génération de Canadiens-français au Parti communiste. Ces derniers sont victimes de la répression morale de leurs proches et du clergé au quotidien.
Les communistes de l’époque critiquent le statut juridique particulier et la puissance de l’Église dans la province; elle est perçue comme l’instrument de prédilection des classes dominantes pour le maintien de l’ordre social. Toutefois, à partir du VIIe congrès de l'Internationale communiste en 1935, pour des raisons stratégiques, la section québécoise du parti communiste du Canada s’inspire du Parti communiste français et laisse la question de la religion à la sphère du privée; on ne veut pas diviser les travailleurs.

### Internationalisme et nationalisme
La politique québécoise se distingue de celle des autres provinces canadienne par la présence d'un fort nationalisme canadien-français, précédant même la confédération canadienne, et d'un mouvement populaire indépendantiste depuis le XXe siècle. Tout au cours de son histoire, le mouvement communiste au Québec a dû s'adapter à cette réalité au prix de morcellements.

### Sur l’insurrection
L'ensemble des organisations du mouvement communiste au Québec partagent l'objectif de la révolution sociale; la formation d'un parti de la classe ouvrière qui remplacera la bourgeoisie au pouvoir et amorcera la construction d'une société sans classes et sans propriété. Toutefois, ce sont les moyens pour parvenir à révolution qui diffèrent d'une organisation à l'autre.

### Liens et influences internationaux
Au début des années 1930, les membres du Parti communiste du Canada qui manifestent des aptitudes politiques peuvent effectuer un séjour de dix-huit mois de formation en Union soviétique. C’est le cas de Paul Delisle, un militant perçu pour l'organisation du Parti auprès des Canadiens français qui meurt d’un cancer moins d’un an après son retour au Québec en 1933. Parmi les autres membres francophones, choisis pour leurs aptitudes intellectuelles et politiques, à recevoir une formation en Union soviétique au cours des années 1930, on compte Philippe Richer, E. Simard et Willie Fortin.
Au printemps 1974, le mouvement révolutionnaire des étudiants du Québec envoie une délégation de quelques-uns de ses membres en République populaire de Chine.

## Anticommunisme au Québec

### Église catholique du Québec
« Le seul moyen d'enrayer le développement du bolchévisme est de restaurer la société d'après les principes chrétiens et sur la base de l'union de l'Église et de l'État »

— Mgr Louis-Adolphe Paquet, 1920

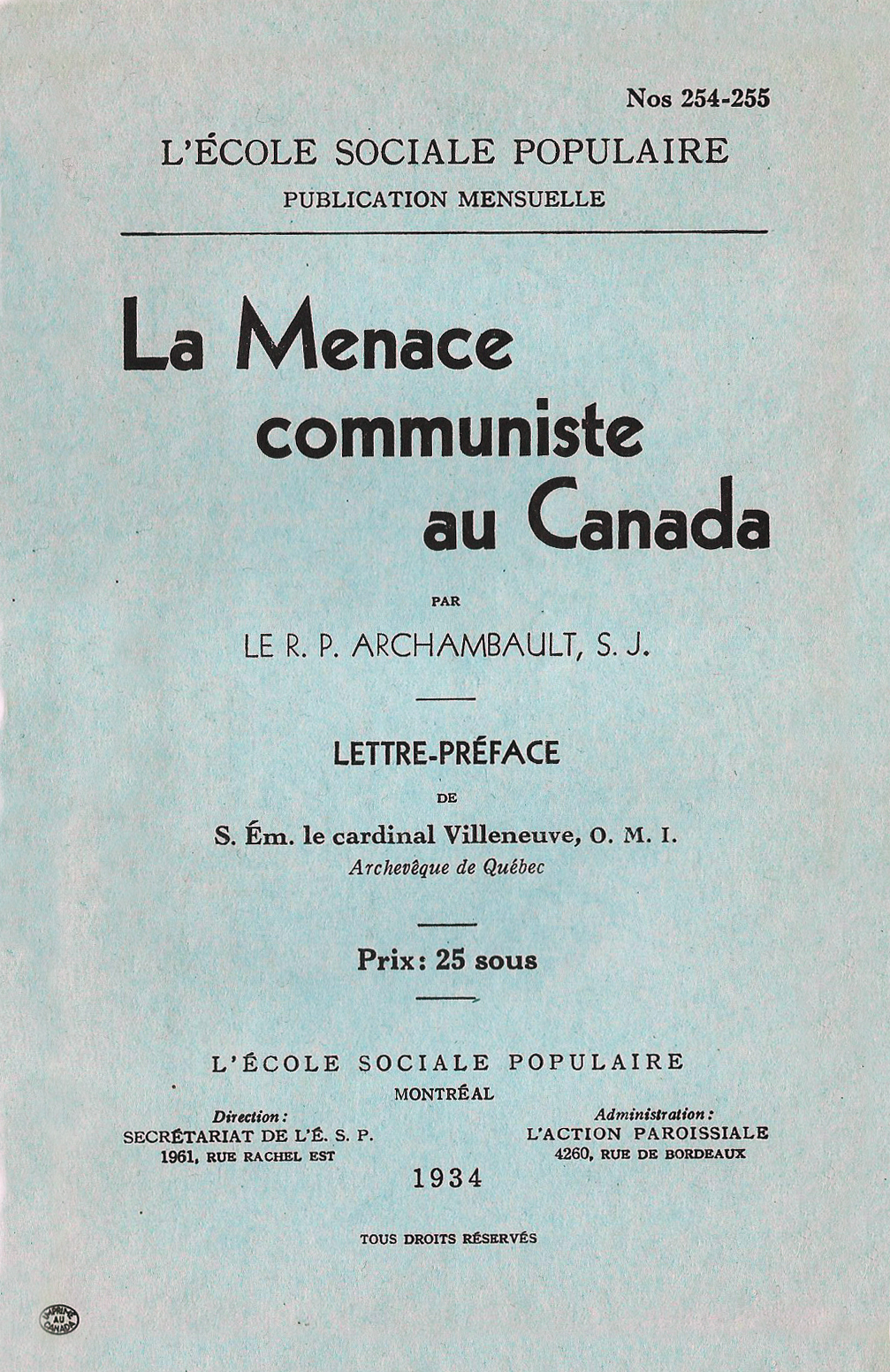
La Menace communiste au Canada, pamphlet anticommuniste publié en 1934 par l'École sociale populaire

En mai 1931, l’École sociale populaire, créée à Montréal en 1911 par les Jésuites, publie son Manuel antibolchévique qui dépeint le communisme comme agent destructeur de la propriété, la religion et la famille. L’École publiera l’année suivante son Cahier anticommuniste et La Menace du communisme qui traitent respectivement de la guerre des classes et des méthodes de luttes contre le communisme.
En mai 1933, les évêques de Québec, de Montréal et d'Ottawa condamnent le communisme et invitent les chomeurs à « se méfier des semeurs de fausses idées ». En octobre de la même année, la Conférence des évêques catholiques du Canada invite les catholiques à « mener une lutte intense contre le communisme soit par la propagande soit par la pratique personnelle des vertus catholiques ».
Au cours des années 1930, l'église utilise son influence pour faire appliquer l'article 98 du Code criminel du Canada et pour forcer les gouvernements à adopter des mesures de restriction de l'immigration et de la propagande athée.

### Syndicats
« Le syndicalisme catholique est la seule force organisée capable de lutter contre le bolchévisme »

— Henri Bourassa
Les premières campagnes anticommuniste dans les mouvements ouvriers catholiques débute dès 1921 avec la création de la Confédération des travailleurs catholiques du Canada (C.T.C.C.), une fédération créée pour lutter contre l’influence des syndicats américains et la radicalisation de la classe ouvrière.
C'est à partir du début des années 1950, avec la Guerre froide naissante, que l'anticommunisme se répand dans tout le milieu syndical québécois.
En mai 1977, lors la rencontre annuelle de l'exécutif de la Confédération des syndicats nationaux (CSN) à Québec, l’exécutif de la centrale syndicale passe une motion qui stipule que la centrale est autonome des petites groupes radicaux de gauche en son sein; elle les accuse de vouloir semer la division. Un regroupement de membres du Parti communiste ouvrier au sein de la CSN, mené par Robert Côté, parviennent à contrattaquer la motion en soumettant une motion qui engage la CSN à ne pas s'engager dans une chasse aux sorcières; la motion est acceptée.

### Gouvernement du Québec et du Canada
« Personne ici ne peut se dire plus anticommuniste que les autres, car nous sommes tous contre le communisme. »

— Georges-Émile Lapalme, chef du Parti libéral du Québec de 1950 à 1958, janvier 1954

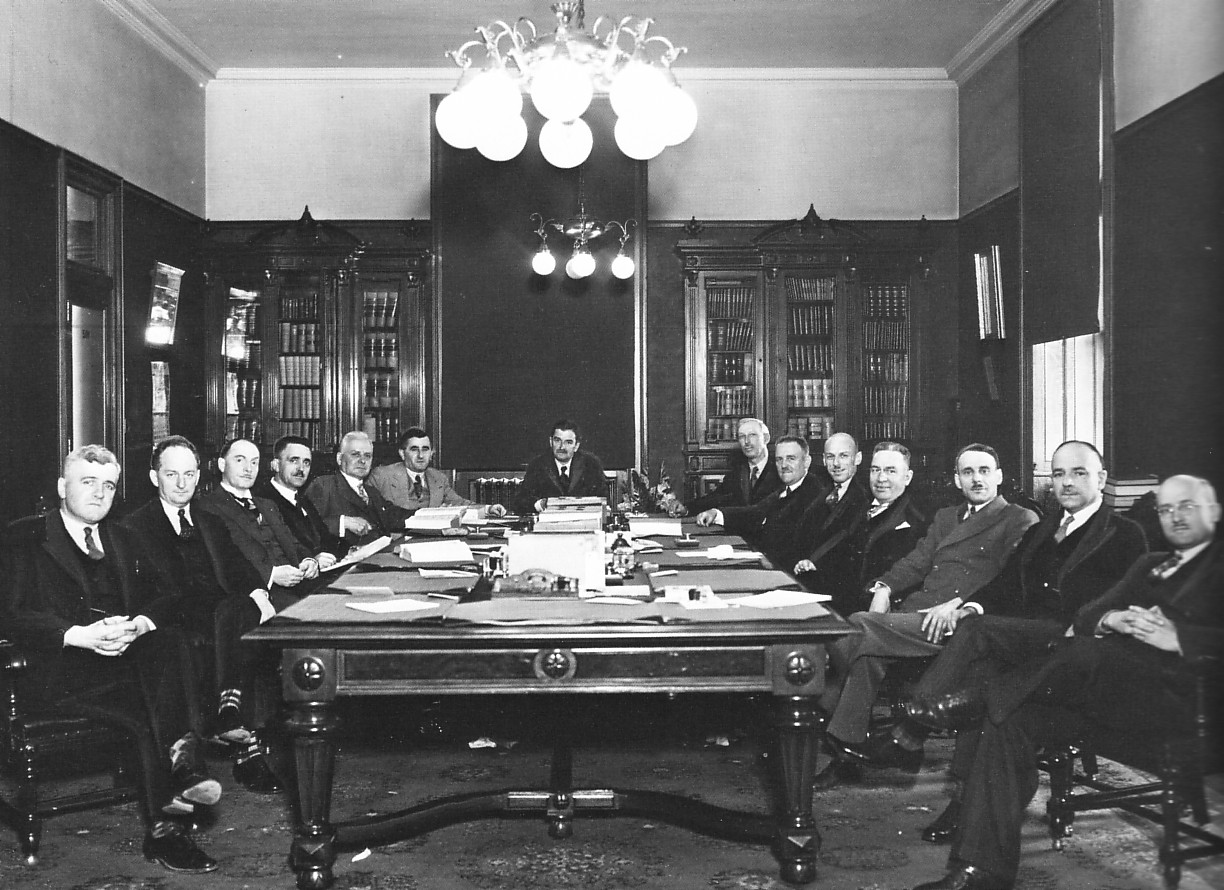
Le premier gouvernement Maurice Duplessis élu le 17 août 1936.

Après le Krach de 1929, l'élite politique et ecclésiastique du Québec craint une montée de l'idée communiste au sein des classes ouvrières fortement touchées par la grande dépression.
Le 10 et 11 novembre 1931, Maurice Duplessis, alors député conservateur de Trois-Rivières, déclare devant l'Assemblée législative à Québec que le communisme est un « agent destructeur » et que sa présence au Québec est due à l'érosion du « sentiment religieux » causée par l'abandon graduel du repos dominical et l'exode rural
Tout au cours des années trente, on constate un attrait de la petite bourgeoisie canadienne-française pour ces idées qui font leur chemin en Europe; le corporatisme, tels qu'il est pratiqué en Italie, et le nationalisme canadien-français. La démission du premier ministre libéral Louis-Alexandre Taschereau le 11 juin 1936 entraine l'élection générale du 17 août 1936 qui met en place le premier gouvernement Maurice Duplessis, un gouvernement de l'Union nationale ouvertement et activement anti-communiste.
Le 24 mars 1937, l'Assemblée nationale du Québec, majoritairement unioniste, adopte la Loi protégeant la province contre la propagande communiste ou Loi du Cadenas, une loi spéciale visant à imposer de sévères restrictions à la liberté de promouvoir les principes communistes en abolissant certains droits et libertés. La loi interdit notamment d'utiliser une maison pour propager le communisme ou le bolchévisme et interdit l'impression; la publication et la distribution d'écrits quelconques propageant ou tendant à propager le communisme ou le bolchévisme.

#### Services secrets et escouades anti-subversives
Lors de la grève étudiante québécoise de 2012, le Parti communiste révolutionnaire et l'Union communiste libertaire sont placés sous surveillance du Service canadien du renseignement de sécurité (SCRS). Des agents du SCRS sont présents à l'émeute de Victoriaville.

### Médias
Même plus récemment, le communisme possède toujours une forte connotation négative chez les commentateurs et éditorialistes des médias du Québec; le terme est souvent utilisé pour diaboliser un organisme, syndicat ou parti politique par association. Le parti Québec solidaire fut critiqué pour son association avec le Parti communiste du Québec par les chroniqueurs et polémistes Éric Duhaime, Richard Martineau, Denise Bombardier , Jean-Jacques Samson, Joseph Facal et le vice-président du Conseil du patronat du Québec, Daniel Audet dans le Journal de Montréal, par Lysiane Gagnon et Alain Dubuc dans La Presse. Le 12 juin 2012, en pleine grève étudiante, Michel Kelly-Gagnon, le président de l'Institut économique de Montréal signe un éditorial dans Le Huffington Post Québec critique le port de symboles communistes chez des étudiants.

## Personnalités du mouvement communiste au Québec

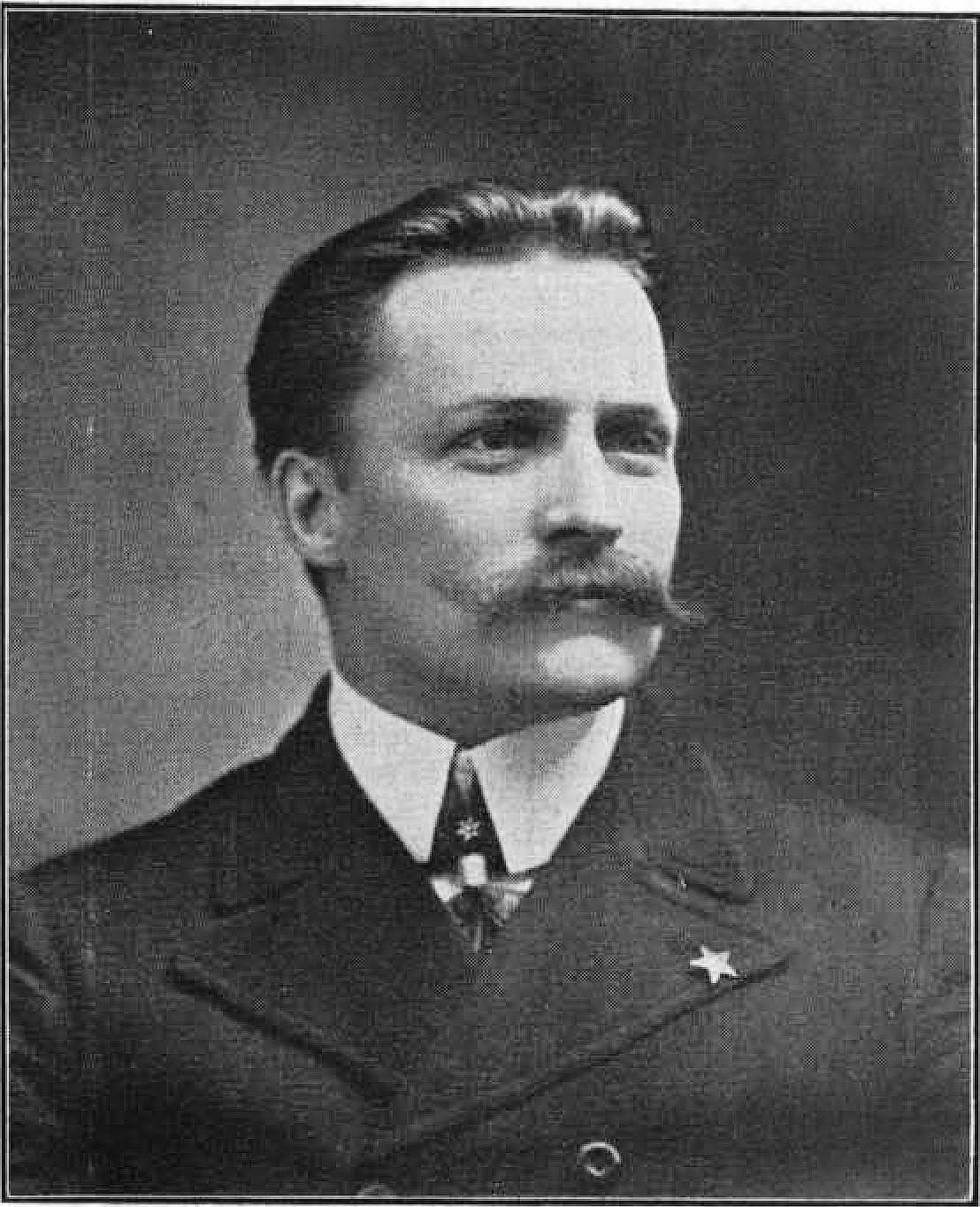
Albert Saint-Martin, fondateur de l'Université ouvrière à Montréal
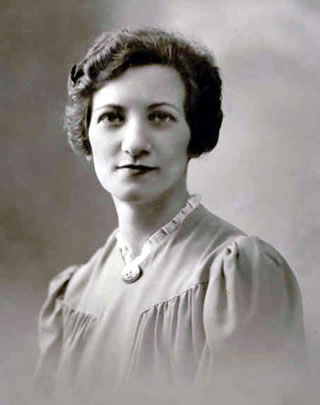
Léa Roback, tient, en 1935, la première librairie marxiste de Montréal
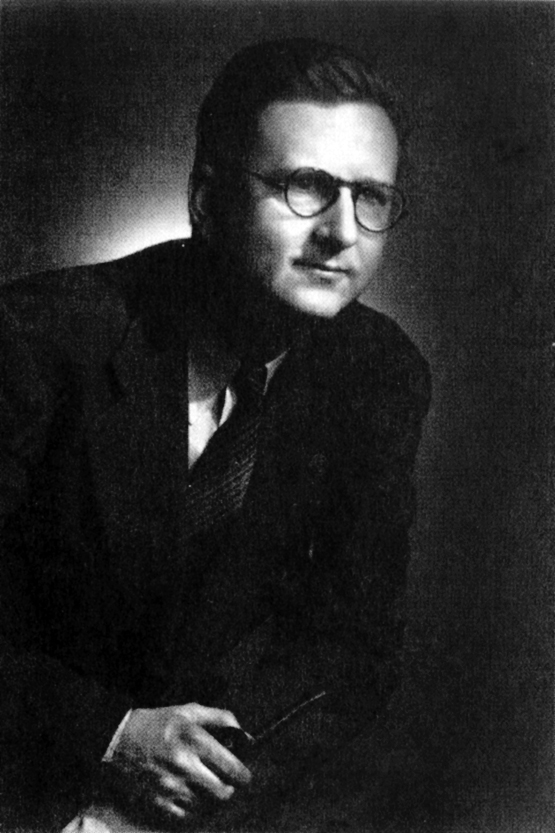
Stanley Bréhaut Ryerson, secrétaire du PC au Québec à partir de 1936
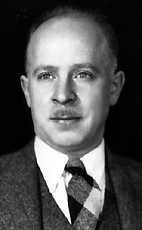
Fred Rose, seul membre du Parti communiste élu à la Chambre des communes du Canada.

- Gui Caron (1865 - 1947), homme politique communiste
- Henri Gagnon (1913 - 1989), syndicaliste et militant
- Albert Saint-Martin (1865 - 1947), militant ouvrier
- Léa Roback (1903 - 2000), syndicaliste, militante communiste et féministe
- Fred Rose (1907 - 1983), homme politique communiste
- Stanley Bréhaut Ryerson (1911 - 1998), historien et militant
- Samuel Walsh (1916 - 2008), homme politique communiste